# Dieter Sellmann
Dieter Sellmann (* 12. Februar 1941 in Berlin; † 6. Mai 2003 in Erlangen) war ein deutscher Chemiker und Professor für Anorganische und Allgemeine Chemie an der Friedrich-Alexander-Universität Erlangen-Nürnberg.

## Karriere
Sellmann wurde 1941 in Berlin als Sohn des Juristen Martin Sellmann (1903–1982), zuletzt Präsident des Verwaltungsgerichts Oldenburg geboren. Er studierte an den Universitäten Tübingen und München Chemie. Während seines Studiums wurde er 1960 Mitglied der Tübinger Burschenschaft Derendingia. Er promovierte 1967 in München mit einer Arbeit zur Spektroskopische Untersuchungen der Platin-Olefin-Bindung zum Dr. rer. nat. 1972 habilitierte er mit einer Arbeit über die N2-Fixierung, Komplexierung des N-N-Systems.
In den Jahren 1967 und 1968 war er Research Associate an der Princeton University. Er arbeitete anschließend bis 1976 an der Technischen Universität München, zunächst als wissenschaftlicher Assistent, dann als Privatdozent, Universitätsdozent und wissenschaftlicher Rat. 1975 wurde er mit dem Carl-Duisberg-Gedächtnispreis ausgezeichnet.
Sellmann war von 1976 bis 1980 als Professor für Allgemeine, Anorganische und Analytische Chemie an der Universität Paderborn tätig. 1980 folgte er dem Ruf auf den Lehrstuhl für Anorganische und Allgemeine Chemie der Universität Erlangen-Nürnberg. Er war Mitglied der Gesellschaft Deutscher Chemiker, der American Chemistry Society und der Royal Society of Chemistry.

## Schriften (Auswahl)
- Spektroskopische Untersuchungen der Platin-Olefin-Bindung. München, 1967
- N2-Fixierung [N-Fixierung], Komplexierung des N-N-Systems. München, 1972